# Agía Marína (Kéa)
Agía Marína, en grec moderne : Αγία Μαρίνα, est un village de l'île grecque de Kéa dans les Cyclades en Grèce.
Selon le recensement de 2011, la population du village compte trois habitants.

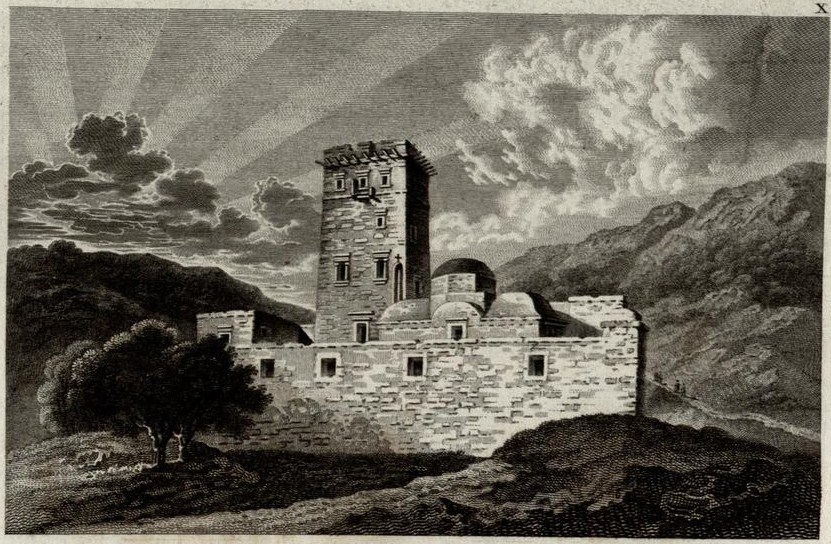
La tour d'Agía Marína (1826).